# Перший перехідний період (Стародавній Єгипет)
Перший перехідний період в історії Стародавнього Єгипту (середина XXIII — середина XXI століття або 2250–2050 рр. до н. е., VII–X династії).
У правління VII і VIII династій влада фараонів з Мемфісу була лише номінальною, в Єгипті панувала політична анархія. Влада перейшла в руки номархів («градоначальників»). Утрата державної єдності стала причиною розвалу загальноєгипетської  іригаційної системи, що викликало економічну кризу і масовий голод. Не підтримуваний народом, складний адміністративний устрій приходив у занепад, у країні бродили розбійницькі зграї, чернь, яка грабувала заупокійні храми й усипальні. До початку Першого перехідного періоду майже всі піраміди й усипальниці спадкоємців престолу та високих сановників було розграбовано й спустошено. Північні провінції періодично потерпали від набігів азійських кочівників та лівійців.
Нездатність номів власними силами впоратися з економічними труднощами посилила об'єднавчу тенденцію. Першим претендентом на роль «збирача» єгипетських земель став Гераклеополь, одне з найбільших міст на півночі Верхнього Єгипту. Його правителям вдалося підпорядкувати Дельту і верхньоєгипетську область Тіна, відбити вторгнення кочівників і зміцнити північні кордони. Починаючи з Ахтоя (Хеті), вони претендували на титул царів усього Єгипту (IX–X династії).
Однак у своїй боротьбі за об'єднання Єгипту гераклеопольське царство зустріло суперника в особі утворився на півдні Фіванського царства, що контролювало долину Ніла від Абідоса до  1-го порога. Їхня конфронтація завершилася наприкінці XXI століття до н. е. перемогою  Фів при фараоні  Ментухотепі II, який заснував XI династію. Цілісність Єгипетської держави було відновлено.

## Хронологія Першого перехідного періоду
- Бл. 2150–2040 до н. е. Розпад Стародавнього царства Єгипту на 42 окремих округи-номи, на чолі яких стояли номархи. I Перехідний період (VII–X династії) — час смут (повстання, напади лівійців, крах громадянського правопорядку, розграбування гробниць) (Манефон: «Сімдесят царів правили сімдесят днів»). Літературне відображення кризи цивілізації: «Повчання для царя Мерикара», «Скарги красномовного селянина», «Розмова стомленого від життя з душею».
- Бл. 2134–2040 до н. е. Часткове відновлення порядку в Єгипті під час правління царів з Гераклеополя (IX династія). Першому царю IX династії Ахтою (Хеті) I вдається об'єднати Єгипет, проте незабаром починається падіння єгипетської культури. Боротьба між Фівами і Гераклеополем, підтриманим правителями Гермополя і Сіута, за нове об'єднання країни і гегемонію в ній, що загострилася після розграбування гераклеопольськими фараонами священного міста Верхнього Єгипту — Абідоса.
- Бл. 2100 до н. е. Х династія: піднесення Фів Стовратних (давньоєгипетська назва Но-Амон = 'житло Амона') при Ініотефі II Великому.